# Dimítrios Evrygénis
Dimítrios Evrygénis (grec moderne : Δημήτριος Ευρυγένης), né le 10 septembre 1925 à Thessalonique et mort le 27 janvier 1986, est un homme politique grec. Il est député européen.